# Euphorbia antisyphilitica
Euphorbia antisyphilitica är en törelväxtart som beskrevs av Joseph Gerhard Zuccarini. Euphorbia antisyphilitica ingår i släktet törlar, och familjen törelväxter. Inga underarter finns listade i Catalogue of Life.

## Bildgalleri

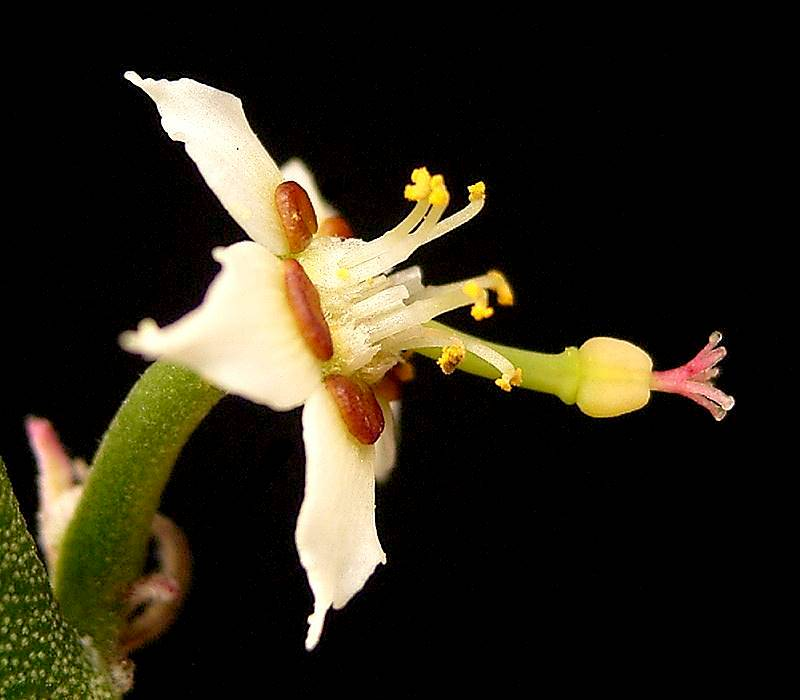
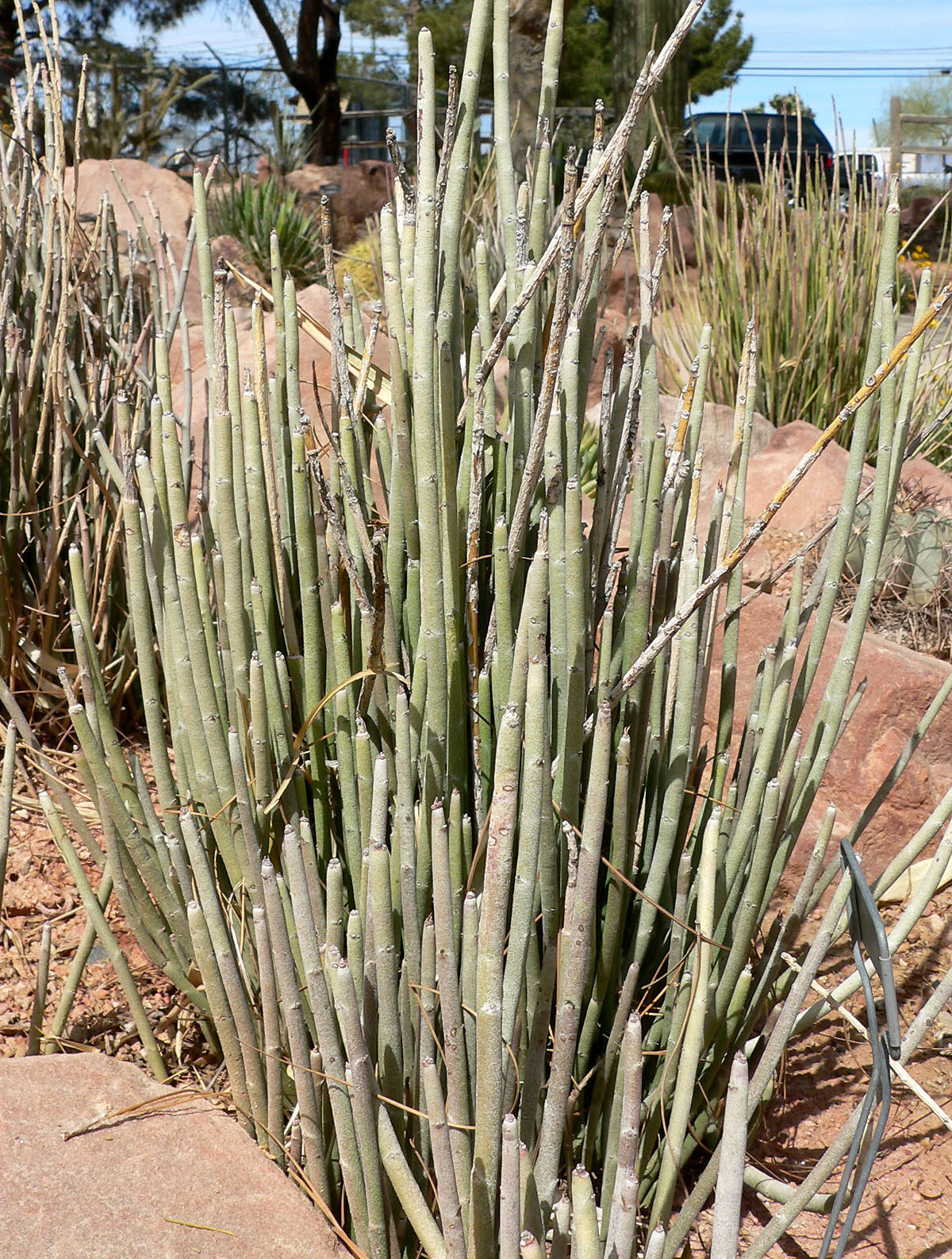
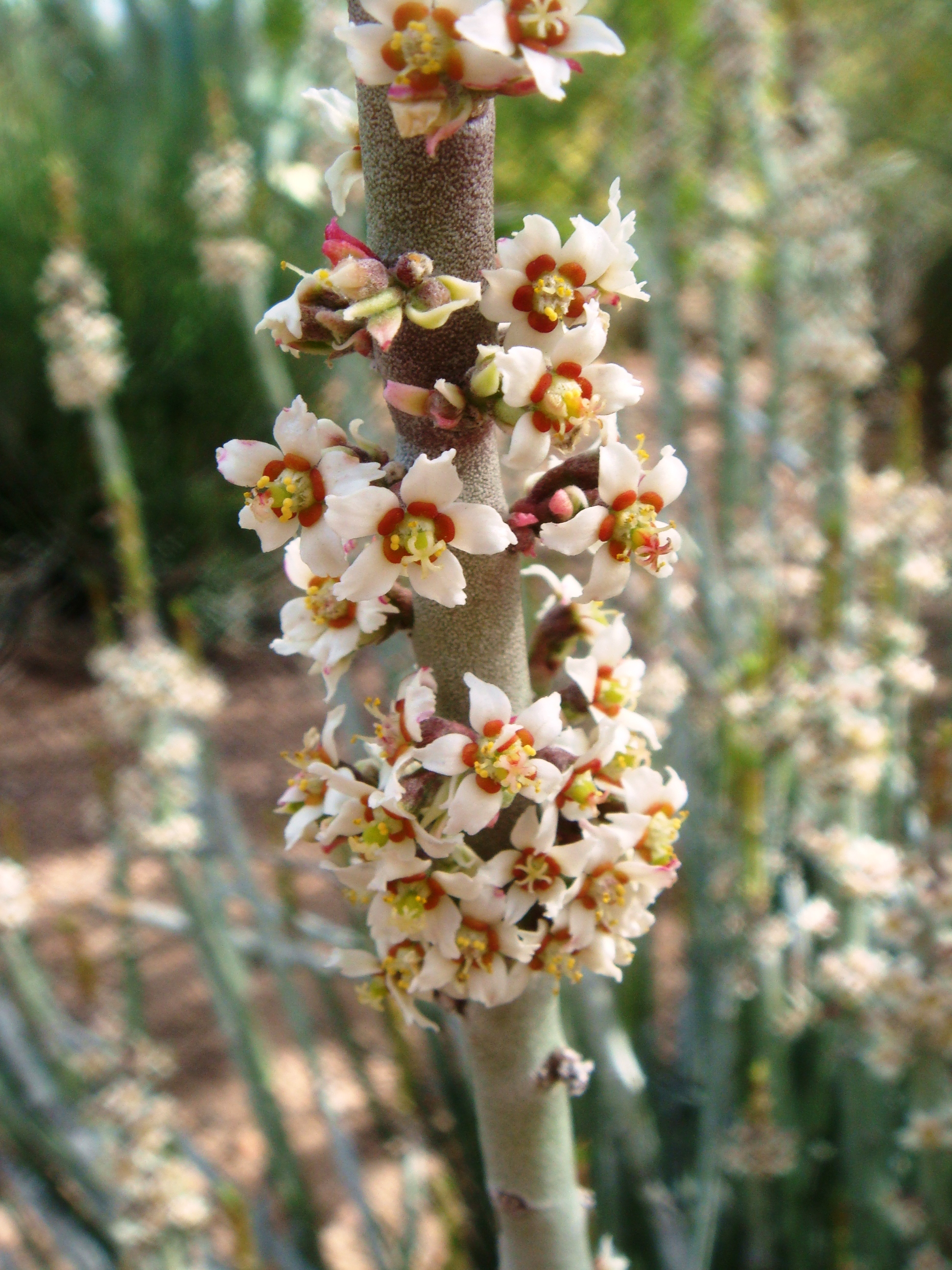
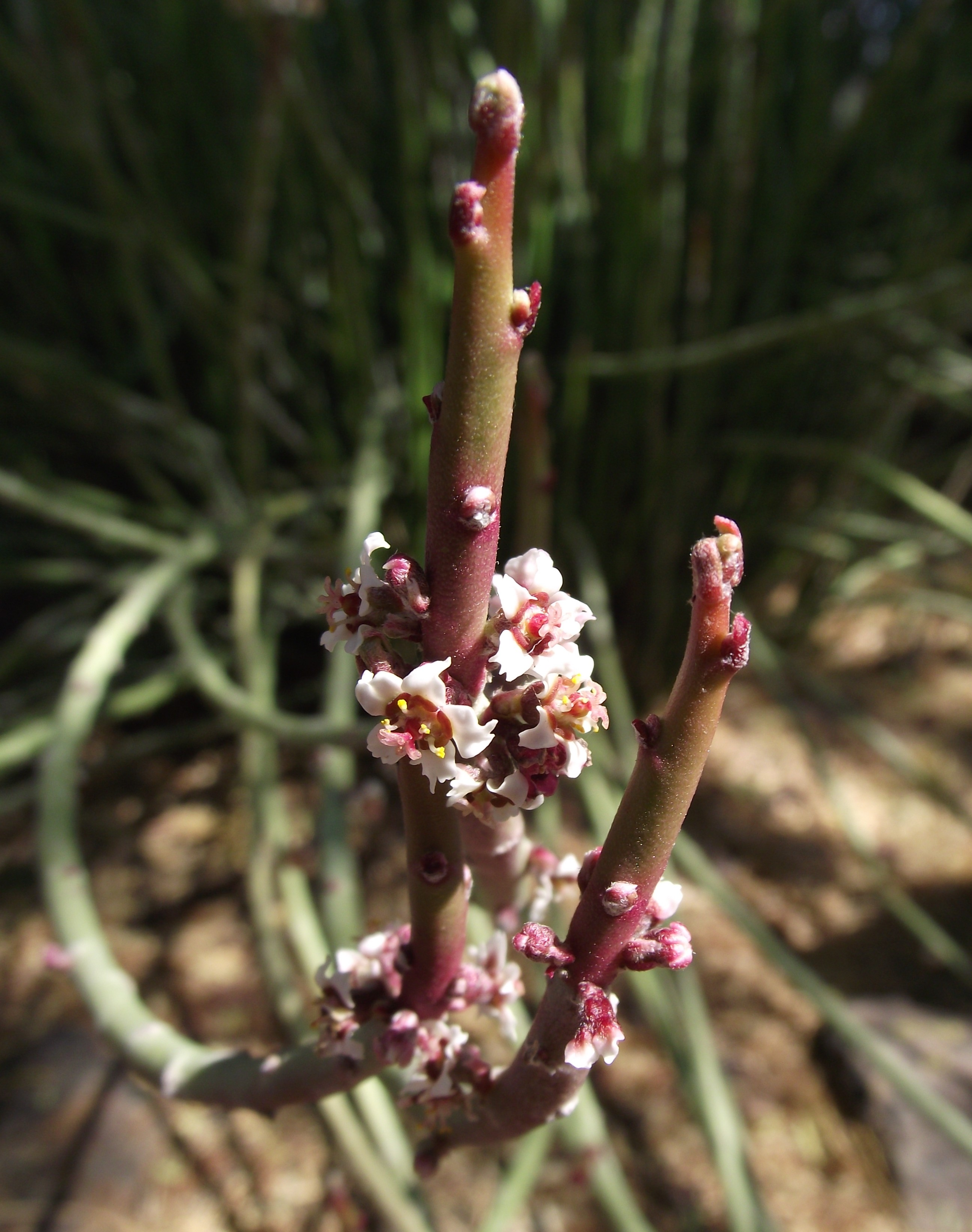